# Сугамбри
Сугамбри или Сикамбри са западногерманско племе, живяло по времето на Римската империя и обитавали земите около река Рейн.